# 더 로열 파크 호텔 도쿄 시오도메
더 로열 파크 호텔 도쿄 시오도메(일본어: ザ ロイヤルパークホテル 東京汐留)는 도쿄도 미나토구 히가시신바시에 위치하고 있는 일본의 호텔이다. 미쓰비시지쇼 그룹이 전개하는 호텔 체인 ‘로얄파크 호텔즈’에 속한다.

## 특징
2003년 7월 1일, 도쿄 도 미나토 구 히가시신바시의 ‘시오도메 타워’ 내에 지하 1층, 지상 24층 ~ 38층 부분에 개업했다. 객실은 표준형으로 41m2의 넓이가 있다. 객실은 스위트룸을 포함한 490실을 갖췄고 4개의 레스토랑, 라운지바, 트레이닝 센터가 있다. 일본에서 처음으로 오픈한 스파브랜드 ‘만다라 스파’가 있다. 2013년 10월 1일에 ‘로얄파크 시오도메 타워’로 개칭했다.